# Bibi & Tina: Mädchen gegen Jungs
Bibi & Tina: Mädchen gegen Jungs ist ein deutscher Spielfilm im Musicalstyle des Regisseurs Detlev Buck aus dem Jahr 2016, der auf der Kinderhörspielserie Bibi und Tina basiert, welche wiederum auf der von Elfie Donnelly erfundenen Hexe Bibi Blocksberg und ihrer Freundin Tina basiert. Der deutsche Kinostart war am 21. Januar 2016. Der Film ist nach Bibi & Tina und Bibi & Tina: Voll verhext!, welche beide 2014 in die Kinos kamen, der dritte Teil in der Bibi-und-Tina-Filmreihe.

## Handlung
Die Schüler einer Partnerschule besuchen das Zeltlager von Falkenstein, um das Landleben kennenzulernen. Bei einer Sportveranstaltung unterliegt anfangs die Heimmannschaft, bis schließlich Bibi die Falkensteiner unterstützt. Dabei entpuppt sich der Gastschüler Urs als extremer Macho und Sprücheklopfer. Damit ist er Bibi und Tina ein großer Dorn im Auge.
Als nächste Aktivität wird eine Geocache-Suche organisiert, wobei Dreier-Gruppen von Mädchen und Jungs gegeneinander antreten. Urs gelingt es, Tinas Freund Alex von Falkenstein für seine Gruppe zu gewinnen. Aus Angst zu verlieren, spielt Urs zudem noch unfair und bringt Bibis Gruppe in Gefahr. Um sich vor einem wütenden Stier zu retten, muss Bibi unerlaubterweise ihre Zauberkräfte benutzen.
Die Anfeindungen von Urs werden zunehmend heftiger. Nach dem Schlagabtausch im Rap „Mädchen gegen Jungs“ weiß Bibi sich nicht anders zu wehren, als Urs mehrfach zu verhexen. Dabei verliert sie vor dem Rückzauber jedoch plötzlich auf unerklärliche Weise ihre magischen Fähigkeiten und Urs muss die Nacht mit einem ballonierten Kopf überstehen. Bibi ist völlig niedergeschlagen und entschuldigt sich bei Urs.
Bei dem finalen Stechen der verbliebenen zwei Gruppen um Bibi und Urs in einer Höhle erpresst Urs von Bibi den von ihr gefundenen letzten Stern, küsst diese ungefragt und lässt sie im Dunkeln zurück. Vor der Höhle dazu von Tina zur Rede gestellt, kommt es zu einem heftigen Streit der zwei Gruppen, und Urs wirft François’ Brille fort. Bibi erinnert sich durch das Streitgespräch an Kakman und dass sie zusammen mit Tina und François in dessen Einsiedlerhütte einen Kräutersmoothie getrunken hat. Sie reiten dorthin zurück und es stellt sich heraus, dass darin Kniesenwurz war, eine Verwandte der Efeu-Pflanze, das noch stärker als Efeu gegen Hexenkräfte wirkt. Nun ist klar, warum Bibi für eine ungewisse Zeit nicht mehr hexen kann.
Es kommt noch schlimmer. In der Zwischenzeit hat François’ verlorene Brille durch die Bündelung der Sonnenstrahlen einen Waldbrand verursacht. Alle müssen mithelfen, um zu verhindern, dass sich das Feuer weiter ausbreitet. Als das Wasser ausgeht und das Feuer die Oberhand zu gewinnen droht, kehren Bibis Hexenkräfte endlich zurück und sie kann den Waldbrand löschen.

## Hintergrund
Ein dritter Teil der Bibi-und-Tina-Filmreihe wurde erstmals am 29. April 2015 angekündigt. Gedreht wurde im Juli und August 2015 in Brandenburg und Sachsen-Anhalt. Das Zeltlager wurde östlich von Buckow in der Märkischen Schweiz gedreht.
Nach seiner Premiere am 16. Januar 2016 in der Kulturbrauerei kam der Film am 21. Januar 2016 deutschlandweit in die Kinos.
Der Soundtrack zum Film wurde von Peter Plate, Ulf Leo Sommer und Daniel Faust komponiert und am 15. Januar 2016 von Kiddinx veröffentlicht. Am 11. März 2016 erreichte der Soundtrack, als erster Soundtrack aus der Filmreihe, Platz 1 der deutschen Albumcharts und konnte sich darin mehrere Wochen halten.

## Soundtrack
| Titel                           | Gesungen von                                                         | Länge |
| ------------------------------- | -------------------------------------------------------------------- | ----- |
| Bibi & Tina (MGJ-Version)       | Holger Martin                                                        | 1:34  |
| Cheerleader Song                | Tina Martin                                                          | 3:01  |
| Viel zu selten gehen wir zelten | Holger Martin                                                        | 3:07  |
| Mädchen aus Paris               | Francois                                                             | 3:02  |
| Funky Monkey                    | Holger Martin                                                        | 2:39  |
| Omm                             | Hans Kakmann                                                         | 3:18  |
| Mädchen gegen Jungs             | Bibi Blocksberg, Tina Martin, Alexander von Falkenstein & Urs Nägeli | 2:43  |
| Happy End                       | Bibi Blocksberg                                                      | 4:12  |
| Feuer, Feuer!                   | Bibi Blocksberg                                                      | 2:52  |
| Susanne                         | Leo Schmackes                                                        | 1:54  |
| Bester Sommer                   | Bibi Blocksberg                                                      | 3:40  |

## Rezeption
Kritik
Der Film erhielt von Kritikern generell positive Kritiken. Der Filmdienst urteilt, der „etwas zu lang geratene Kinderfilm konzentriert sich ganz auf die Figuren und ihre Gefühle, wobei er vor allem durch seine Freude an Klamauk und Übertreibung sowie durch verspielte Musical-Szenen unterhält“.
Antje Wessels von filmstarts.de gab 3,5/5 Sternen und befand: „Ohrwurmtaugliche Pop-Rhythmen, ein engagiert aufspielendes Ensemble, alte Lieblinge und neue Probleme machen Bibi & Tina: Mädchen gegen Jungs zu einem weiteren gelungenen Kapitel in Detlev Bucks Jugendfilmreihe.“
Die cinema.de-Redaktion erklärte den dritten Teil als „noch verrückter und ironischer als die Vorgängerfilme.“
Einspielergebnis
In den deutschen Kinos konnte der Film bislang rund 2 Millionen Besucher verzeichnen und befindet sich damit auf Platz 13 der im Jahr 2016 gestarteten Filme (Stand 13. August 2017).

## Fortsetzungen
Ein vierter Teil mit dem Titel Bibi & Tina: Tohuwabohu Total wurde ebenfalls von Detlev Buck inszeniert und startete am 23. Februar 2017 in den deutschen Kinos. Ab 2020 folgte die TV-Serie, Bibi & Tina – Die Serie mit Katharina Hirschberg und Harriet Herbig-Matten in den Titelrollen. Am 27. Juli 2021 begannen mit den Darstellern der Serie, die Dreharbeiten für einen fünften Kinofilm Bibi & Tina – Einfach anders, welcher am 21. Juli 2022 in die Kinos kam.